# Flanela

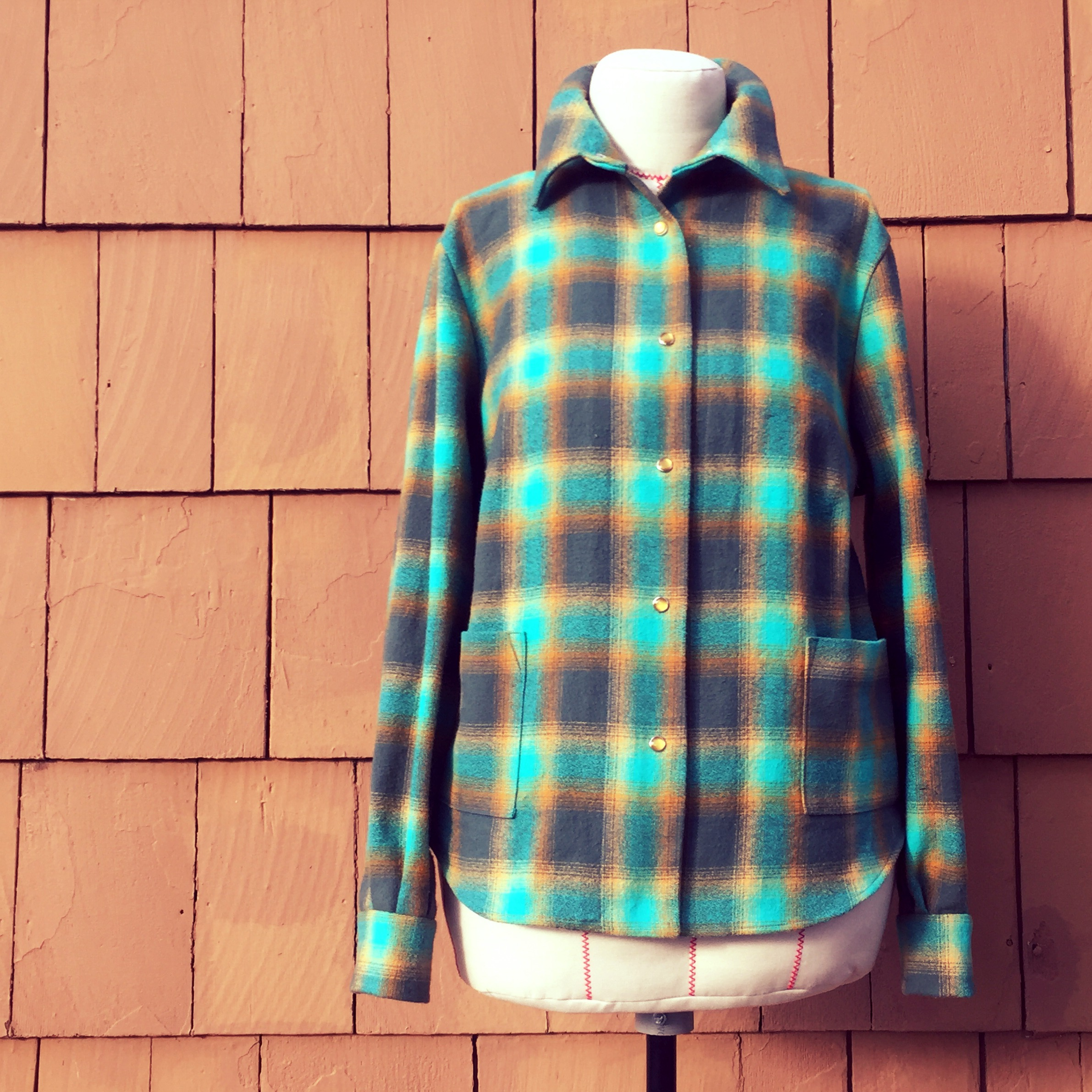
Uma camisa de flanela.

Flanela é um tipo de tecido de variável espessura, macio, usado para vestuário, toalhas, lençóis de cama e roupas para dormir.
A origem da palavra é incerta, mas uma origem galesa foi sugerida, já que tecido semelhante à flanela pode ser rastreado até o País de Gales, onde era bem conhecido já no século XVI. O termo francês flanela foi usado no final do século XVII, e o alemão "Flanell" foi usado no início do século XVIII.
Originalmente a flanela era feita de lã cardada, mas hoje pode ser feita tanto de lã como de algodão, ou lã e fibra sintética.
No algodão: Obtém-se a partir da cardação do algodão. É utilizada uma máquina de cardar os tecidos, a carda, que por acção mecânica levanta as fibras e parte-as. O ar entre estas fibras é o que confere a este têxtil o toque macio e quente.